# Ojrzeń (gmina)
Ojrzeń – gmina wiejska w województwie mazowieckim, w powiecie ciechanowskim. W latach 1975–1998 gmina położona była w województwie ciechanowskim.
Siedziba gminy to Ojrzeń.
Według danych z 30 czerwca 2004 gminę zamieszkiwało 4420 osób.

## Struktura powierzchni
Według danych z roku 2002 gmina Ojrzeń ma obszar 123,11 km², w tym:
- użytki rolne: 66%
- użytki leśne: 25%

Gmina stanowi 11,59% powierzchni powiatu.

## Przyroda
Na terenie gminy, w miejscowości Młock, rośnie jeden z najokazalszych polskich dębów – Uparty Mazur. To drzewo mające około 500 lat, posiadające obwód 900 cm (w 2014).

## Demografia

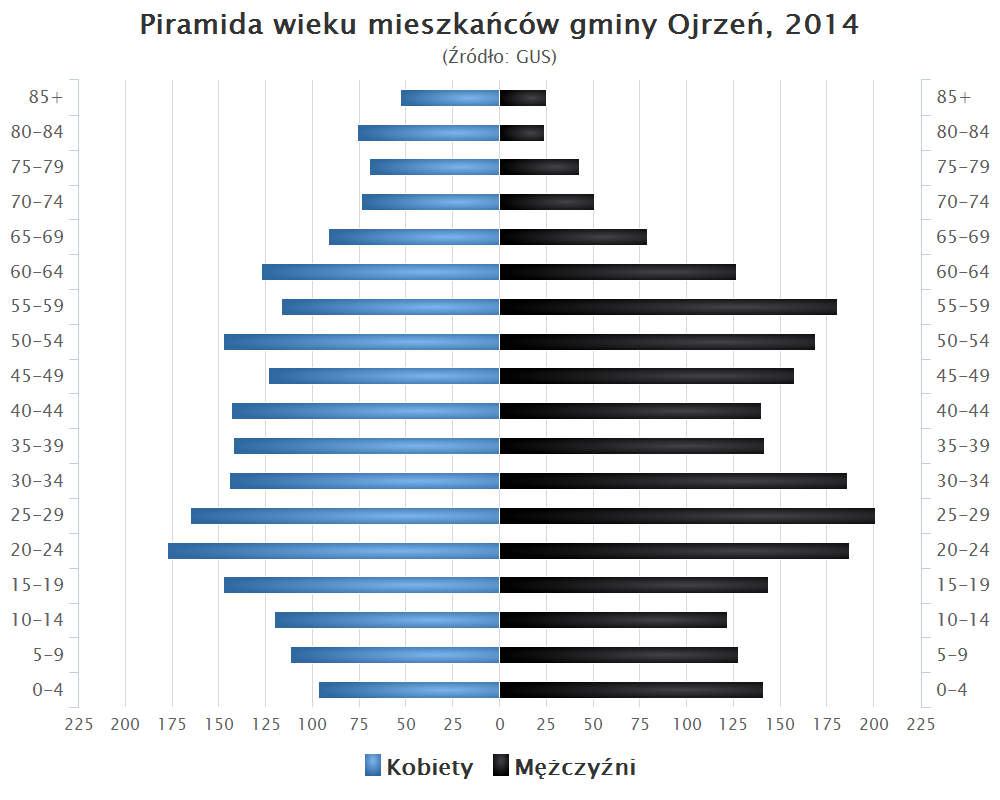
Piramida wieku mieszkańców gminy Ojrzeń w 2014 roku

Dane z 30 czerwca 2004:
| Opis                              | Ogółem | Ogółem | Kobiety | Kobiety | Mężczyźni | Mężczyźni |
| --------------------------------- | ------ | ------ | ------- | ------- | --------- | --------- |
| jednostka                         | osób   | %      | osób    | %       | osób      | %         |
| populacja                         | 4420   | 100    | 2162    | 48,9    | 2258      | 51,1      |
| gęstość zaludnienia (mieszk./km²) | 35,9   | 35,9   | 17,6    | 17,6    | 18,3      | 18,3      |

## Sołectwa
Baraniec, Brodzięcin, Bronisławie, Dąbrowa, Gostomin, Grabówiec, Halinin, Kałki, Kicin, Kownaty-Borowe, Kraszewo, Luberadz, Luberadzyk, Łebki Wielkie, Młock, Młock-Kopacze, Nowa Wieś, Obrąb, Ojrzeń, Przyrowa, Radziwie, Rzeszotko, Skarżynek, Wojtkowa Wieś, Wola Wodzyńska, Zielona, Żochy
Wsie bez statusu sołectwa: Lipówiec, Osada-Wola, Trzpioły

## Sąsiednie gminy
Ciechanów, Glinojeck, Sochocin, Sońsk